# Train Valley 2
Train Valley 2 is een puzzel-strategiesimulatiecomputerspel met treinen uitgebracht voor Windows, Linux en macOS op 15 april 2019. Het spel werd ontwikkeld door Alexey Davydov, Sergey Dvoynik en Timofey Shargorodskiy en uitgebracht voor vroegtijdige toegang op 29 maart 2018 door Flazm. Het is de opvolger van Train Valley.

## Gameplay
Train Valley 2 bestaat uit vijftig levels die gespeeld kunnen worden. In zo'n level moet de speler goederen produceren voor één of meerdere steden. Die goederen worden gemaakt op bepaalde productieplekken die werknemers en mogelijk andere producten nodig hebben. De werknemers moeten van de stad naar de productieplek vervoerd worden. De verhoudingen zijn een op een: voor een eenheid graan is een wagon werknemers nodig en voor een eenheid van koeien moet de speler een eenheid graan en een wagon werknemers naar de boerderij brengen. De speler verdient geld door het vervoeren van de producten en werknemers naar de juiste stations. De speler heeft meerdere treinen tot zijn beschikking en kan treinen bijkopen en tegen een bepaalde hoeveelheid geld inwisselen voor een snellere en langere trein. In totaal zijn er zes generaties aan treinen, tijdens de vroegtijdige toegang waren dat er vier. Bovendien kan met geld meer treinspoor worden aangelegd.
Een level is afgerond als alle steden de benodigde goederen hebben ontvangen. Voor ieder level zijn maximaal vijf sterren te verdienen. Afhankelijk van de tijd waarin het level voltooid wordt en het voldoen aan bepaalde criteria, worden de sterren toegekend. Voorbeelden van die criteria zijn het bouwen van een beperkte lengte aan rails, het voorkomen van botsingen of ervoor zorgen dat geen een trein bij het verkeerde stations aankomt. De versie in vroegtijdige toegang bevatte twintig levels.
Spelers kunnen met behulp van de leveleditor zelf levels aanmaken en die van andere spelers spelen. Ook zijn er mogelijkheden tot het toevoegen van eigen locomotieven, wagons, productieplekken en goederen.